# 吉部村 (山口県阿武郡)
吉部村（きべそん）は、山口県阿武郡にあった村。現在の萩市吉部上・吉部下にあたる。

## 地理
- 山岳：猿ヶ山、大将山

## 歴史
- 1889年（明治22年）4月1日 - 町村制の施行により、吉部上村・吉部下村の区域をもって発足。
- 1955年（昭和30年）4月1日 - 高俣村と合併してむつみ村が発足。同日吉部村廃止。